# Chantal Trezzi
Chantal Trezzi (Mariano Comense, 27 maggio 1991) è una calciatrice italiana, di ruolo attaccante.

## Carriera
Tra il 2007 ed il 2009 ha segnato 29 gol in 42 partite in Serie A2 e vince Il premio come capocannoniere con la maglia del Como 2000.
Nella stagione 2009-2010 vince il campionato di Serie A2 col Mozzanica, con cui segna 21 gol in campionato, risulta essere quindi la miglior marcatrice stagionale della sua squadra. Viene riconfermata in squadra anche per la stagione 2010-2011, nella quale la formazione bergamasca, al primo campionato di Serie A della sua storia, arriva quarta in classifica; nel corso del campionato la Trezzi segna 18 reti. Gioca a Mozzanica anche nella stagione 2011-2012, nella quale segna 12 reti ,a causa di un brutto infortunio finisce prima la stagione campionato di Serie A.
A fine anno lascia la squadra biancazzurra per accasarsi alle brianzole del Real Meda, con le quali nella stagione 2012-2013 prende parte al campionato di Serie A2, terminato con un terzo posto in classifica nel girone B; nel corso dell'anno segna in totale 16 reti e, arrivando quarta nella classifica marcatori del suo girone.
Dopo la decisione di ritirarsi dal calcio a 11 Trezzi continua l'attività sportiva in ambito amatoriale, accasandosi all'Inexere Village di Bizzarone per giocare nel campionato CSI femminile dove vince il campionato segnando 50 reti .

## Palmarès

### Club
- Campionato italiano di Serie A2: 1

Mozzanica: 2009-2010